# ロイスアンドロイス
ロイスアンドロイスは日本の競走馬。レースでは勝ち切れないが、未勝利戦でもGIでも3着に来たため、ナイスネイチャとともにブロンズコレクターと称された。中央競馬で全28戦のうち2着を9回、3着を7回記録しているが、重賞勝ちはなかった。

## 経歴
馬齢は旧表記で統一する。

### 3歳〜4歳春
ロイスアンドロイスは1992年12月、中山競馬場での新馬戦でデビュー。そこから新馬戦と未勝利戦のみ6戦したが、2着5回3着1回と勝てなかった。デビュー戦からの6戦は坂井千明が手綱を取っている。

### 未勝利の身で青葉賞へ
ロイスアンドロイスは未勝利のまま、ダービートライアルの青葉賞に挑戦する事になった。当時の青葉賞では、東京優駿（日本ダービー･G1）への優先出走権は上位2頭に与えられる。しかし、未勝利馬は東京優駿には出走できないため、ロイスアンドロイスの場合は青葉賞2着で優先出走権を獲得しても、依然として未勝利馬なので東京優駿には出走できない。つまり、ロイスアンドロイスが東京優駿に出走するためには青葉賞で1着になる必要があった。だが、安田富男とのコンビで挑んだこの青葉賞では、勝ったステージチャンプから2馬身半離れた3着に終わり、ダービー出走は叶わなかった。

### 4歳秋
ダービー出走が叶わなかったロイスアンドロイスは次の未勝利戦で後藤浩輝とのコンビで挑み、5馬身差の圧勝で8戦目で待望の初勝利を挙げた。
その後、ロイスアンドロイスはラジオたんぱ賞 では3着、自己条件の500万円以下条件戦でも2戦連続で2着と勝ちきれないレースが続いたが、菊花賞トライアルのセントライト記念で2着に入り、1勝馬の身で菊花賞に参戦する事になった。
横山典弘とのコンビで挑んだ菊花賞ではビワハヤヒデ、ウイニングチケット、ナリタタイシンに次ぐ4番人気（複勝は3番人気）に支持された。レースでは道中、中団を進んだが伸び切れず、勝ったビワハヤヒデから1.8秒離された7着に終わった。
菊花賞後、ロイスアンドロイスは12月に1500万円以下条件戦の冬至ステークスに出走したが5着に敗れ、この年を終えている。

### 5歳
5歳になったロイスアンドロイスは復帰初戦こそ2着に敗れたが、1500万円以下条件戦のむらさき賞で勝利を収め、遂にオープン入りする。菊花賞以来の重賞挑戦となったエプソムカップで8着に敗れて、一度は準オープンクラスに降格したものの、サロベツステークスで勝利して再びオープン入りした。
秋はオールカマーから始動し、当時の最強馬であるビワハヤヒデと前年の日本ダービー馬ウイニングチケットに次いで3着に入った。秋の天皇賞では前述の2頭に先着しての3着となり、ジャパンカップへと駒を進めることになった。

### ジャパンカップへ
天皇賞の後、ロイスアンドロイスは、世界の強豪が相手となるジャパンカップに出走登録した。この年は、ビワハヤヒデとウイニングチケットが先の天皇賞での故障発生により引退。天皇賞を勝ったネーハイシーザーや三冠を達成したナリタブライアンも出走を見合わせたため、JRA選出馬にG1馬が1頭もいないという事態となった。選出馬の実績は、ナイスネイチャ、フジヤマケンザン、マチカネタンホイザの3頭でG13着6回・4着9回。マーベラスクラウンも、前走の京都大賞典で重賞2勝目を挙げたとはいえ、G2・G3で2着4回を記録しており、日本馬はすべて"勝ちきれない馬"ということになり、上位人気は外国勢が独占した。そんな中、ロイスアンドロイスは、中団を追走し、直線大外から一瞬突き抜けるというレースを展開するも、内の2頭（マーベラスクラウン、パラダイスクリーク）に差し返され、またしても3着となった。

### 6〜7歳
ジャパンカップ後、疲れが出て休養に入ったロイスアンドロイスは春は大阪杯から復帰したが4着と敗れてしまう。再び休養に入り、秋初戦の富士ステークスで3着になったが、ジャパンカップは7着、有馬記念でも7着に敗れた。
翌年の春はAJC杯、日経賞、春の天皇賞と3戦したが、AJC杯は4着、日経賞は8着、春の天皇賞は11着とレースを走るごとに順位を落とし、往年の走りは影を潜めてしまった。そして、立て直しを図るべく放牧に出たが、放牧先で腸捻転を発症し、死亡した。

## 競走成績
| 年月日 | 年月日 | 年月日 | 競馬場 | 競走名           | 格       | 頭数 | 枠番 | 馬番 | オッズ （人気） | オッズ （人気） | 着順 | 騎手     | 斤量 | 距離（馬場）  | タイム （上り3F） | タイム差 | 勝ち馬/（2着馬）     |
| 1992   | 12.    | 13     | 中山   | 3歳新馬          |          | 12   | 5    | 5    | 8.7             | （5人）         | 02着 | 坂井千明 | 54   | 芝1600m（良） | 1:37.1 (35.7)     | 0.1      | クエストフォベスト   |
|        | 12.    | 26     | 中山   | 3歳新馬          |          | 18   | 7    | 14   | 4.0             | （2人）         | 02着 | 坂井千明 | 54   | 芝2000m（良） | 2:03.9 (37.5)     | 0.1      | シンコウヤマブキ     |
| 1993   | 2.     | 14     | 東京   | 4歳未勝利        |          | 13   | 4    | 4    | 1.4             | （1人）         | 03着 | 坂井千明 | 55   | ダ1600m（良） | 1:41.9 (40.9)     | 1.7      | ノーザンレインボー   |
|        | 2.     | 28     | 中山   | 4歳未勝利        |          | 16   | 3    | 6    | 3.9             | （2人）         | 02着 | 坂井千明 | 55   | 芝2200m（稍） | 2:18.4 (37.8)     | 0.2      | マックスディガー     |
|        | 3.     | 13     | 中山   | 4歳未勝利        |          | 16   | 1    | 2    | 1.8             | （1人）         | 02着 | 坂井千明 | 55   | 芝2000m（稍） | 2:06.4 (39.4)     | 0.2      | キクノセンリ         |
|        | 4.     | 3      | 中山   | 4歳未勝利        |          | 16   | 6    | 12   | 1.8             | （1人）         | 02着 | 坂井千明 | 56   | 芝2200m（良） | 2:16.3 (37.3)     | 0.1      | サクラリズムオー     |
|        | 5.     | 1      | 東京   | 青葉賞           | OP       | 16   | 4    | 8    | 14.8            | （6人）         | 03着 | 安田富男 | 56   | 芝2400m（良） | 2:28.1 (36.0)     | 0.4      | ステージチャンプ     |
|        | 6.     | 6      | 東京   | 4歳未勝利        |          | 13   | 3    | 3    | 1.2             | （1人）         | 01着 | 後藤浩輝 | 53   | 芝1800m（良） | 1:50.6 (37.1)     | -0.8     | （オオザガリバー）   |
|        | 7.     | 4      | 福島   | ラジオたんぱ賞   | GIII     | 9    | 5    | 5    | 8.0             | （6人）         | 03着 | 竹原啓二 | 54   | 芝1800m（良） | 1:48.8 (37.7)     | 0.7      | エーピーグランプリ   |
|        | 8.     | 8      | 新潟   | 笹山特別         | 500万下  | 9    | 8    | 8    | 1.2             | （1人）         | 02着 | 岡部幸雄 | 55   | 芝1800m（良） | 1:49.8 (36.2)     | 0.1      | マジックモーニング   |
|        | 8.     | 28     | 新潟   | 赤倉特別         | 500万下  | 9    | 4    | 4    | 1.8             | （1人）         | 02着 | 坂井千明 | 55   | 芝2000m（稍） | 2:04.2 (37.1)     | 0.7      | サンブリッジシチー   |
|        | 9.     | 26     | 中山   | セントライト記念 | GII      | 12   | 5    | 6    | 13.4            | （7人）         | 02着 | 坂井千明 | 56   | 芝2200m（良） | 2:15.1 (36.4)     | 0.3      | ラガーチャンピオン   |
|        | 11.    | 7      | 京都   | 菊花賞           | GI       | 18   | 4    | 8    | 19.4            | （4人）         | 07着 | 横山典弘 | 57   | 芝3000m（良） | 3:06.5 (35.6)     | 1.8      | ビワハヤヒデ         |
|        | 12.    | 18     | 中山   | 冬至S            | 1500万下 | 13   | 5    | 7    | 4.3             | （3人）         | 05着 | 坂井千明 | 56   | 芝2500m（良） | 2:35.5 (37.1)     | 0.9      | シャマードシンボリ   |
| 1994   | 5.     | 7      | 東京   | 薫風S            | 1500万下 | 16   | 4    | 8    | 7.2             | （4人）         | 02着 | 後藤浩輝 | 56   | 芝2000m（良） | 2:01.7 (37.0)     | 0.2      | サクラリュウセイ     |
|        | 5.     | 29     | 東京   | むらさき賞       | 1500万下 | 15   | 7    | 12   | 2.8             | （1人）         | 01着 | 後藤浩輝 | 57   | 芝1800m（良） | 1:47.5 (36.1)     | -0.1     | （ベルシャルマンテ） |
|        | 6.     | 11     | 東京   | エプソムカップ   | GIII     | 14   | 4    | 6    | 3.7             | （2人）         | 08着 | 後藤浩輝 | 55   | 芝1800m（良） | 1:47.9 (34.2)     | 0.4      | ワコーチカコ         |
|        | 8.     | 6      | 札幌   | サロベツS        | 1500万下 | 9    | 4    | 4    | 2.8             | （1人）         | 01着 | 横山典弘 | 57   | 芝2000m（良） | 2:01.9 (35.2)     | 0.0      | （キョウワアリシバ） |
|        | 9.     | 18     | 中山   | オールカマー     | GIII     | 8    | 5    | 5    | 35.8            | （4人）         | 03着 | 横山典弘 | 57   | 芝2200m（重） | 2:15.0 (35.9)     | 0.5      | ビワハヤヒデ         |
|        | 10.    | 30     | 東京   | 天皇賞（秋）     | GI       | 13   | 4    | 4    | 65.7            | （11人）        | 03着 | 横山典弘 | 58   | 芝2000m（良） | 1:58.9 (34.5)     | 0.3      | ネーハイシーザー     |
|        | 11.    | 27     | 東京   | ジャパンカップ   | GI       | 14   | 8    | 15   | 18.1            | （8人）         | 03着 | 横山典弘 | 57   | 芝2400m（良） | 2:23.8 (36.1)     | 0.2      | マーベラスクラウン   |
| 1995   | 4.     | 2      | 京都   | 産経大阪杯       | GII      | 13   | 1    | 1    | 7.2             | （4人）         | 04着 | 横山典弘 | 57   | 芝2000m（良） | 1:59.5 (35.4)     | 0.2      | インターマイウェイ   |
|        | 11.    | 12     | 東京   | 富士S            | OP       | 9    | 8    | 8    | 7.6             | （3人）         | 03着 | 田中勝春 | 57   | 芝1800m（良） | 1:47.8 (34.8)     | 0.3      | フジヤマケンザン     |
|        | 11.    | 26     | 東京   | ジャパンカップ   | GI       | 14   | 4    | 6    | 15.4            | （8人）         | 07着 | 横山典弘 | 57   | 芝2400m（良） | 2:25.4 (35.1)     | 0.8      | ランド               |
|        | 12.    | 24     | 中山   | 有馬記念         | GI       | 12   | 4    | 4    | 26.9            | （8人）         | 07着 | 横山典弘 | 56   | 芝2500m（良） | 2:34.8 (36.1)     | 1.2      | マヤノトップガン     |
| 1996   | 1.     | 21     | 中山   | AJCC             | GII      | 9    | 7    | 7    | 5.7             | （3人）         | 04着 | 横山典弘 | 57   | 芝2200m（良） | 2:15.6 (34.1)     | 0.6      | カネツクロス         |
|        | 3.     | 17     | 中山   | 日経賞           | GII      | 11   | 5    | 5    | 12.9            | （4人）         | 08着 | 岡部幸雄 | 57   | 芝2500m（不） | 2:38.4 (37.9)     | 1.1      | ホッカイルソー       |
|        | 4.     | 21     | 京都   | 天皇賞（春）     | GI       | 16   | 7    | 13   | 128.0           | （14人）        | 11着 | 坂井千明 | 58   | 芝3200m（良） | 3:20.3 (37.4)     | 2.5      | サクラローレル       |

## 血統表
| ロイスアンドロイスの血統ゼダーン系（ナスルーラ系） / Nasrullah5×5=6.25% | ロイスアンドロイスの血統ゼダーン系（ナスルーラ系） / Nasrullah5×5=6.25% | ロイスアンドロイスの血統ゼダーン系（ナスルーラ系） / Nasrullah5×5=6.25% | （血統表の出典）                    | （血統表の出典）                    |
| 父 *トニービン Tony Bin 1983 鹿毛                                       | 父の父*カンパラ Kampala 1976 黒鹿毛                                     | Kalamoun                                                                | *ゼダーン                           | *ゼダーン                           |
| 父 *トニービン Tony Bin 1983 鹿毛                                       | 父の父*カンパラ Kampala 1976 黒鹿毛                                     | Kalamoun                                                                | Khairunissa                         |                                     |
| 父 *トニービン Tony Bin 1983 鹿毛                                       | 父の父*カンパラ Kampala 1976 黒鹿毛                                     | State Pension                                                           | *オンリーフォアライフ Only for Life | *オンリーフォアライフ Only for Life |
| 父 *トニービン Tony Bin 1983 鹿毛                                       | 父の父*カンパラ Kampala 1976 黒鹿毛                                     | State Pension                                                           | Lorelei                             |                                     |
| 父 *トニービン Tony Bin 1983 鹿毛                                       | 父の母Severn Bridge 1965 鹿毛                                           | Hornbeam                                                                | Hyperion                            | Hyperion                            |
| 父 *トニービン Tony Bin 1983 鹿毛                                       | 父の母Severn Bridge 1965 鹿毛                                           | Hornbeam                                                                | Thicket                             |                                     |
| 父 *トニービン Tony Bin 1983 鹿毛                                       | 父の母Severn Bridge 1965 鹿毛                                           | Priddy Fair                                                             | Preciptic                           | Preciptic                           |
| 父 *トニービン Tony Bin 1983 鹿毛                                       | 父の母Severn Bridge 1965 鹿毛                                           | Priddy Fair                                                             | Campanette                          |                                     |
| 母 *ザッツマイパル That's My Pal 1979 鹿毛                              | 母の父Key to the Mint 1969 鹿毛                                         | Graustark                                                               | Ribot                               | Ribot                               |
| 母 *ザッツマイパル That's My Pal 1979 鹿毛                              | 母の父Key to the Mint 1969 鹿毛                                         | Graustark                                                               | Flower Bowl                         |                                     |
| 母 *ザッツマイパル That's My Pal 1979 鹿毛                              | 母の父Key to the Mint 1969 鹿毛                                         | Key Bridge                                                              | Princeqillo                         | Princeqillo                         |
| 母 *ザッツマイパル That's My Pal 1979 鹿毛                              | 母の父Key to the Mint 1969 鹿毛                                         | Key Bridge                                                              | Blue Banner                         |                                     |
| 母 *ザッツマイパル That's My Pal 1979 鹿毛                              | 母の母Beautiful Memory 1973 栗毛                                        | Boldnesian                                                              | Bold Ruler                          | Bold Ruler                          |
| 母 *ザッツマイパル That's My Pal 1979 鹿毛                              | 母の母Beautiful Memory 1973 栗毛                                        | Boldnesian                                                              | Alanesian                           |                                     |
| 母 *ザッツマイパル That's My Pal 1979 鹿毛                              | 母の母Beautiful Memory 1973 栗毛                                        | My Dear Girl                                                            | Rugh'n Tumble                       | Rugh'n Tumble                       |
| 母 *ザッツマイパル That's My Pal 1979 鹿毛                              | 母の母Beautiful Memory 1973 栗毛                                        | My Dear Girl                                                            | Iltis F-No.21-a                     |                                     |

## エピソード
後藤騎手は、ロイスアンドロイスを、「初めてその背中に感動した」馬としている。調教では、日々のメニューをすべて把握しており、後藤の言うことを全く聞かず、それでいて、後藤が調教師から指示されたとおりの追い切りを消化して見せたという。後藤は「レースでも、その頭の良さが邪魔をしていた。彼は負けたくて負けていたのだ。きっと彼は2、3着というのを数えられたのだと思う」と述べている。